# Oussama Belhcen

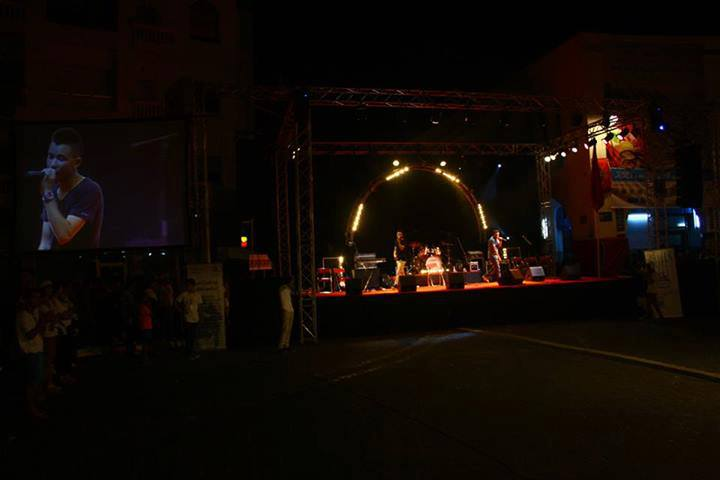
Oussama Belhcen em 2013

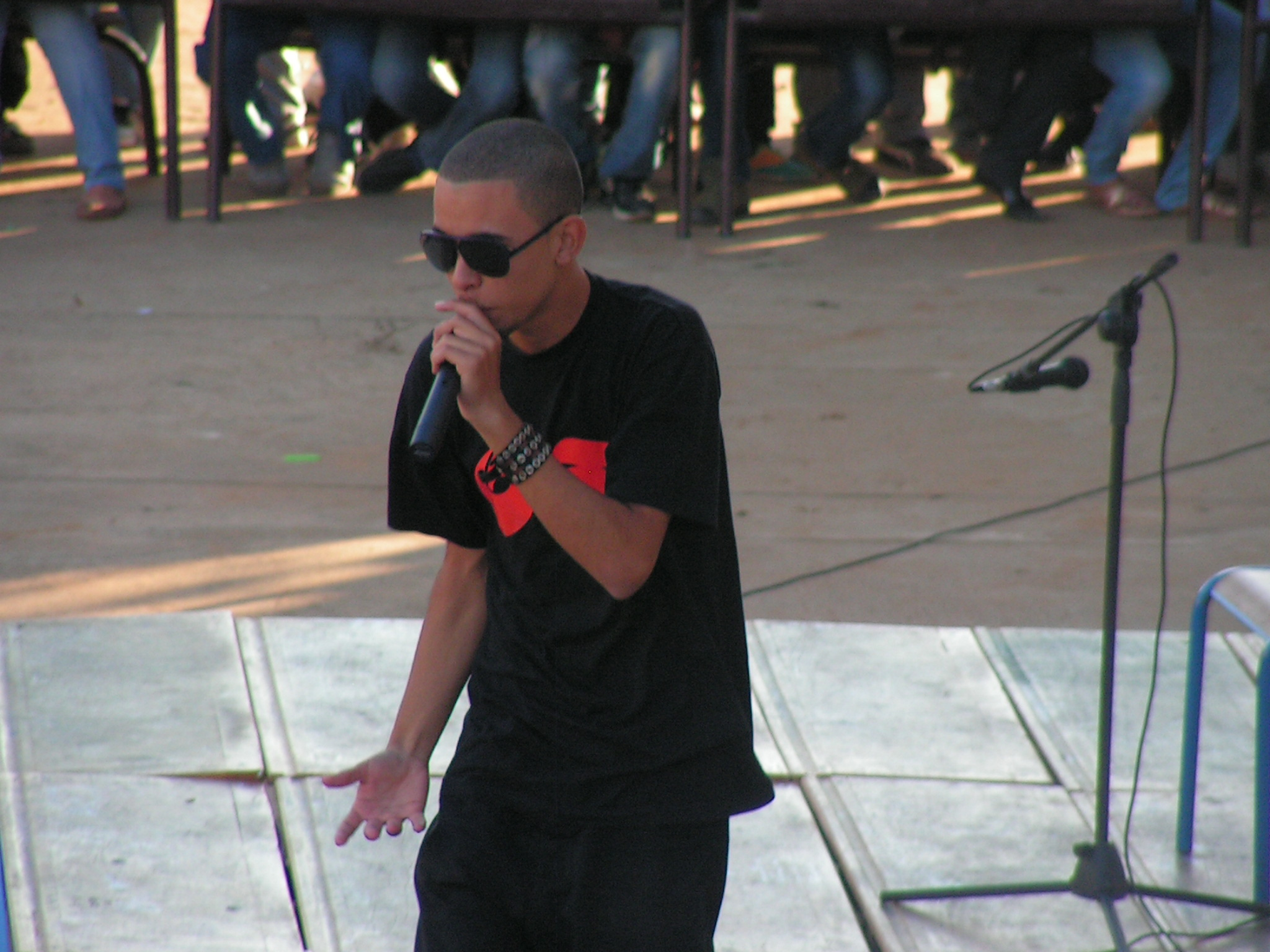
Como Ryan Belhsen em 2010

Oussama Belhcen (em árabe: أسامة بالحسن, nascido em Marrocos no dia 18 de março de 1991) é um cantor, compositor e produtor de discos de vários géneros, como pop, R&B contemporâneo e hip hop. Ele começou sua carreira em 2006 cantando em árabe marroquino, inglês e francês. Após uma breve experiência com a banda de hip-hop marroquina MafiaFlow, ela começou uma carreira de sucesso em solo na qual lançou três produções recorde (Ana Wnti (2008), Ryan Belhsen (2010) e Dayman (2012), um EP e muitos singles. Ele actualmente tem um contrato com New Lixus Entertainment.

## Carreira
Ele nasceu na base naval americana de Sidi Yahya El Gharb, onde seu pai serviu na Força aérea de Marrocos. Oussama Belhcen começou a se sentir atraído pela cultura ocidental em uma idade jovem. Com a idade de nove anos, ele se mudou com sua família para a cidade de Larache, na costa atlântica, onde começou sua carreira musical aos 15 anos como membro do grupo urbano hip hop MafiaFlow com quatro amigos de sua escola. Depois de publicar um álbum de estúdio, a banda se separou.
Ele logo adotou o nome artístico de Ryan Belhsen e lançou sua primeira música de estilo R&B chamada "Nhar Ela Nhar" ("Dia após Dia"), que se tornou o single de estréia de seu álbum, Ana Wnti, em 2008. Em 10 de outubro de 2010 publicou o álbum Ryan Belhsen com a inclusão de músicas em inglês como "Whatcha Gonna Do", "Never Stop This Love" e "It's Over". Com seu terceiro álbum, Dayman ("Siempre"), retornou ao nome Oussama Belhcen. Atuou em vários festivais internacionalmente. Em 2015, ele lançou os singles "Kolshi Bin Yeddi" e "Nehar Lik Wenhar Alik", e em 2016 lançou o single "Elmostahil Makainsh Febali".

## Discografia

### Álbum de estúdio
- 2008: Ana Wnti
- 2010: Ryan Belhsen
- 2012: Dayman

### Mixes
- 2008: Nhar Ela Nhar
- 2011: Mehtaj Lik
- 2012: Fjenbi
- 2013: Kinghik
- 2013: Meghribiya feat. Aklo
- 2015: Kolshi Bin Yeddi
- 2015: Nhar Lik Wenhar Alik
- 2016: Elmostahil Makainsh Febali
- 2016: Ghatelqani Hdak [10] [11]
- 2016: Bali Dima Meak [12] [13]
- 2016: Ida Bghiti Shi Hed (If You Love Someone) [14]
- 2016: Khaina [15]
- 2016: Bzaf 3lihom [16]

### Vídeos musicais
- 2016: Khaina